# Oxyptilus ericetorum
Oxyptilus ericetorum là một loài bướm đêm thuộc họ Pterophoridae. Nó được tìm thấy ở hầu hết châu Âu (except Iceland, Ireland, Đảo Anh, the Benelux, Croatia, Hungary và Ukraina), phía đông đến Xibia.
Sải cánh dài 16–19 mm.
Ấu trùng ăn Hieracium pilosella và Hieracium murorum.